# Robert Marchand

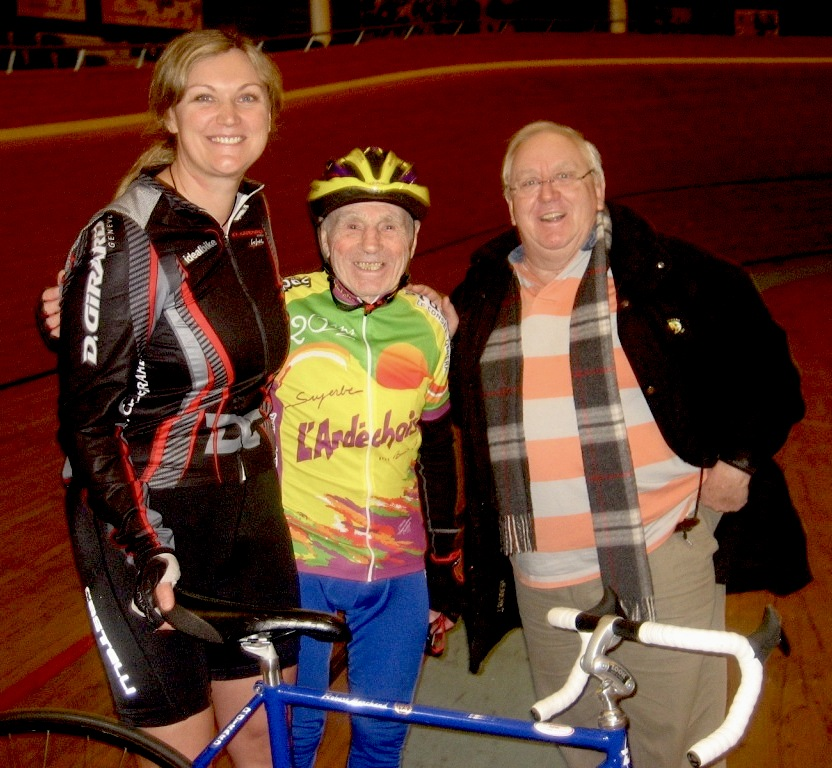
Robert Marchand in februari 2012

Robert Marchand (Amiens, 26 november 1911 – Mitry-Mory, 22 mei 2021) was een Frans amateurwielrenner.

## Biografie
Marchand, een eeuweling van amper 1,52 m groot en 51 kg zwaar, die in de gemeente Mitry-Mory nabij Parijs woonde, is houder van merkwaardige records in het wielrennen, zeker gezien het feit dat hij zich pas op 78-jarige leeftijd ernstig op het wielrennen heeft toegelegd. 
Op 17 februari 2012 verbeterde hij in Aigle in Zwitserland het uurrecord op de baan voor 100-plussers tot 24,251 km.  Dat record werd erkend door de UCI. In september 2012 brak hij in Lyon het record over de 100 kilometer. Marchand legde de afstand af in 4 uur, 17 minuten en 27 seconden of een gemiddelde van 23,3 km per uur. Op vrijdag 31 januari 2014 verbeterde hij zijn eigen werelduurrecord tot 26,927 km, ruim 2,5 kilometer meer dan tijdens zijn race twee jaar eerder.
Op woensdag 4 januari 2016 deed Marchand een poging zijn eigen wereldduurrecord te verbeteren. Daarin slaagde hij niet. Hij kwam tot 22,5 km per uur gemiddeld. Wel vestigde hij hiermee het record van de oudste wielrenner ooit die een recordpoging ondernam en een resultaat neerzette. Op 4 januari 2017 vestigde hij een nieuw werelduurrecord in de nieuwe categorie voor 105-plussers. Marchand kwam tot 22,547 km per uur gemiddeld.
Marchand overleed op 22 mei 2021 op 109-jarige leeftijd.
- Bibliothèque nationale de France: cb171522847 (data)
- Gemeinsame Normdatei: 1261934741
- International Standard Name Identifier: 0000 0004 6346 0100
- Virtual International Authority File: 6247150749017716420009